# Chris Parmelee
Christopher Matthew Parmelee (né le 24 février 1988 à Long Beach, Californie, États-Unis) est un voltigeur et joueur de premier but ayant évolué dans la Ligue majeure de baseball de 2011 à 2016. 

## Carrière
Chris Parmelee est un choix de première ronde des Twins du Minnesota en 2006. 
Il joue son premier match dans le baseball majeur pour les Twins le 6 septembre 2011 et obtient son premier coup sûr en carrière à son premier passage au bâton, contre le lanceur Jake Peavy des White Sox de Chicago. Le 17 septembre, il frappe son premier circuit avec Minnesota, aux dépens de Josh Judy des Indians de Cleveland. Parmelee impressionne à son premier séjour dans les majeures : en 21 parties, il présente une moyenne au bâton de ,355 et une moyenne de puissance de ,592 avec 27 coups sûrs, 4 circuits et 14 points produits.
En 101 matchs des Twins en 2013, il frappe pour ,228 avec 8 circuits et 24 points produits. Il joue principalement au champ extérieur en plus de ses présences occasionnelles au premier but.
Après 4 saisons au Minnesota, il rejoint pour 2015 les Orioles de Baltimore.
Le 23 février 2016, il signe un contrat des ligues mineures avec les Yankees de New York.